# Rutilio Pudente Crispino
Rutilio Pudente Crispino (in latino Rutilius Pudens Crispinus; fl. 230-238) è stato un militare romano di età imperiale.

## Biografia

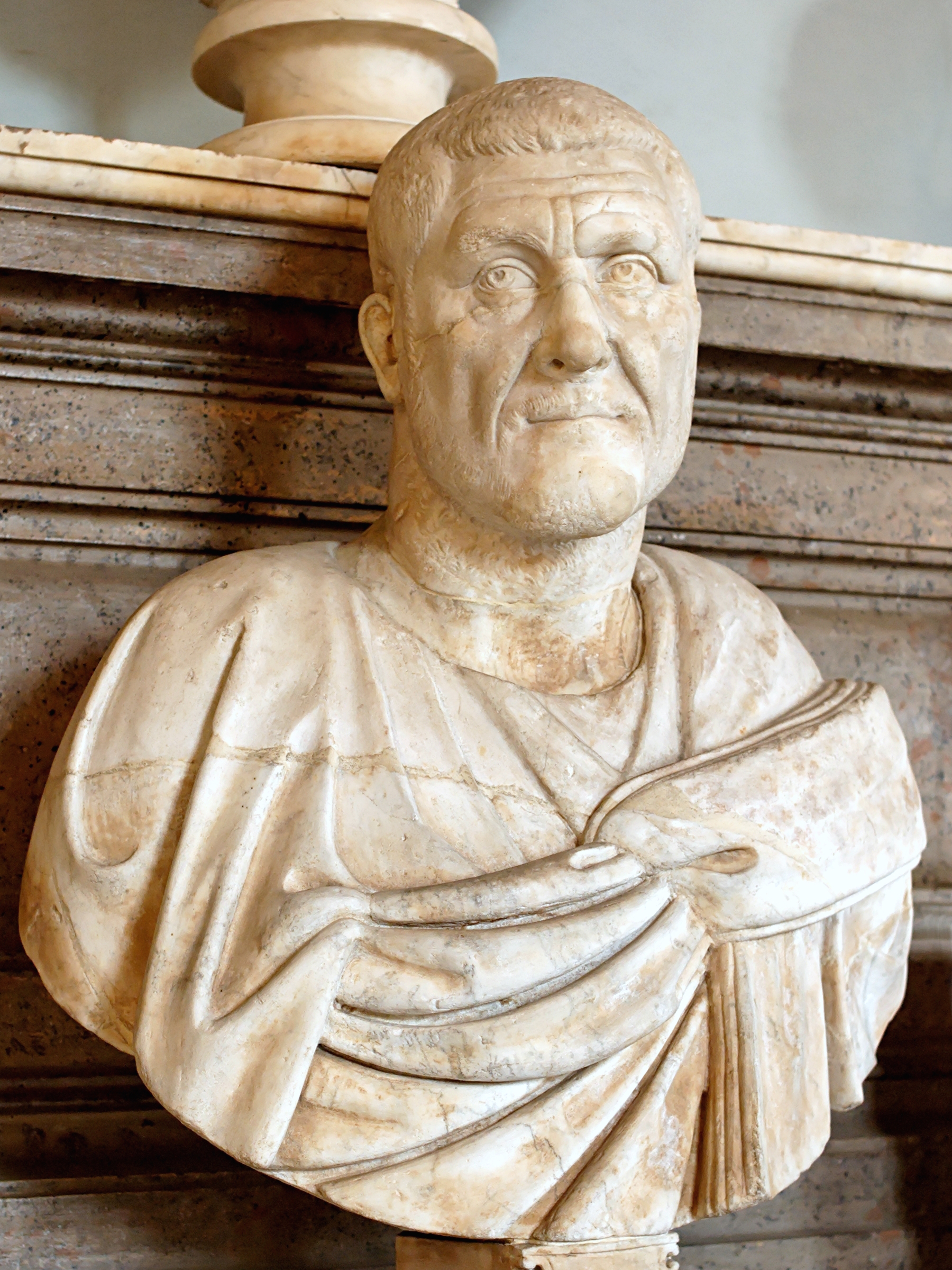
Busto di Massimino Trace. La resistenza di Crispino e Tullio Menofilo all'assedio di Massimino contro Aquileia causò l'assassinio dell'imperatore da parte delle sue stesse truppe.

La sua carriera è data da un'iscrizione trovata sulla via Tiburtina. Fu prefetto della cohors I Lusitanorum equitum quigenaria, ricoprì una serie di incarichi civili a Roma, Fano e Pesaro, fu membro del collegio dei sacerdoti di Adriano, Antonino Pio, Commodo, Settimio Severo, comandante della Legio XV Apollinaris, e governatore di Tracia e Acaia.
Originario dell'ordine equestre, entrò nel Senato romano, divenendo uno dei principali sostenitori dell'imperatore Alessandro Severo. Era governatore della Siria all'epoca della campagna contro i Sasanidi (230-233); la sua presenza è testimoniata dall'iscrizione dedicatoria di una statua, ritrovata a Palmira e dedicata a Giulio Aurelio Zenobio (padre della regina Zenobia), che racconta di come Zenobio avesse accolto Alessandro e Crispino.
Nel 238, l'Impero romano era dilaniato dalla guerra civile tra i pretendenti al trono Massimino Trace, Balbino, Pupieno e Gordiano III. Massimino era in Pannonia con l'esercito, quando il Senato romano elesse imperatori Pupieno e Balbino che accettarono Gordiano come cesare. Massimino scese allora in Italia con l'esercito pannonico, ma la città di Aquileia gli chiuse le porte, costringendolo all'assedio; Rutilio Crispino e Tullio Menofilo furono incaricati dal Senato di organizzare la difesa (bellum Aquileiensis), cosa che fecero egregiamente rinforzando le mura e accumulando cibo e acqua in quantità. Massimiano mandò sotto le mura degli inviati per invitare la popolazione ad arrendersi; Crispino arringò il popolo (il discorso è riportato da Erodiano, invitandolo a confidare nel Senato romano e a guadagnarsi il titolo di liberatori d'Italia dalla tirannia di Massimino. Irritati dal protrarsi dell'assedio, i soldati di Massiminio lo uccisero. Crispino e l'altro comandante della guarnigione, Tullio Menofilo, si recarono dinanzi all'esercito di Massimino recando le effigi di Pupieno, Balbino e Gordiano coronate con alloro; dopo aver acclamato da soli gli imperatori, si voltarono e chiesero all'esercito di riconoscere per acclamazione gli imperatori scelti dal Senato e dal popolo di Roma.
Fu anche governatore della Spagna Citeriore e della Galizia.